# Libella
Libella is een alcoholvrije frisdrank die in 1951 verscheen op de Duitse markt. In de jaren vijftig en zestig werd Libella in Duitsland zeer populair. De drank werd ontwikkeld door Rudolf Wild uit Heidelberg als een limonade zonder synthetische toevoegingen.
Aanvankelijk werd Libella verkocht in een karakteristieke bruine geribbelde fles met direct daarop een geel-groene opdruk. Door de opkomst van onder andere Fanta werd deze frisdrank ietwat overschaduwd en liepen de verkoopcijfers terug. De laatste jaren werd het meermaals opnieuw geïntroduceerd door verschillende producenten, waardoor Libella ook nu nog altijd in Duitsland verkrijgbaar is. In het assortiment bevindt zich momenteel ook een cola, genaamd Libella-Cola.